# السعيد الورقي
السعيد بيومي الورقي (ولد 1943 م) روائي مصري صدر له أربع مجموعات قصصية، حاصل على جائزة جامعة الإسكندرية التشجيعية عام 1983. ويشغل منصب أستاذ بقسم اللغة العربية بكلية الآداب جامعة الإسكندرية.

## أعماله
- لغة الشعر العربي الحديث.[2]
- في مصادر التراث العربي
- في الأدب العربي المعاصر
- مشاهد من عام الغربة - قصص قصيرة.